# Cymbidium sanderae
Cymbidium sanderae är en orkidéart som först beskrevs av Robert Allen Rolfe, och fick sitt nu gällande namn av Phillip James Cribb och Du Puy. Cymbidium sanderae ingår i släktet Cymbidium, och familjen orkidéer.
Artens utbredningsområde är Vietnam. Inga underarter finns listade i Catalogue of Life.